# Sven Elvestad
Sven Christofer Svendsen Elvestad, född den 7 september 1884 i Halden, Norge, död den 18 december 1934 i Skien, var en norsk författare och manusförfattare.
Elvestad var en känd och flyhänt detektivromanförfattare under pseudonymen Stein Riverton, de flesta översatta till svenska. De böcker, som han själv tillmätte litterärt värde, publicerade han istället under sitt eget namn. Bland hans romaner märks Angsten (1910, svensk översättning Ångesten 1911) och De fortaptes hus (1912, svensk översättning De hemlösas boning 1914).
Stein Riverton utövade viss influens på den några år senare debuterande Frank Heller.

## Bibliografi (på svenska)

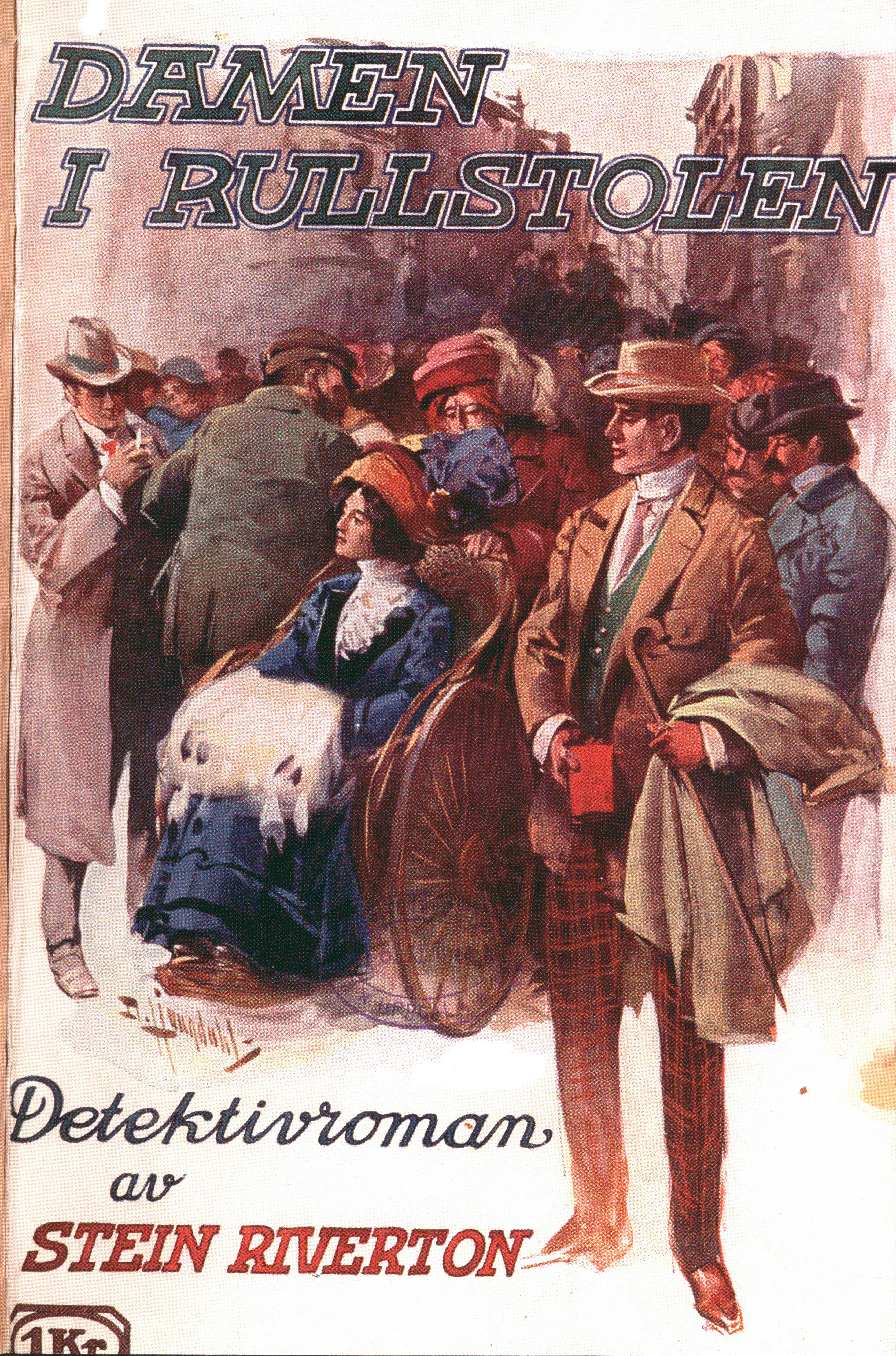
Omslag till Damen i rullstolen av David Ljungdahl 1913